# 龜鱉目
龜鱉目（学名：Testudines）是脊索动物门爬行纲的一目，現存14科共341種各類龜、鱉，它們的肋骨演化成特殊的骨製和軟骨護盾，稱為龜甲。龜通常在陸上及水中都可以生活，並且有長時間在海中生活的海龜。龜是長壽的動物，自然環境中有超過百年壽命的紀錄。如同多數爬行動物，龜是變溫動物，但是由於體內新陳代謝的作用，棱皮龜的體溫要高於周圍環境水溫。
龜鱉目下包括現存和已滅絕物種，龜鱉目祖先的化石記錄最早可追溯到2億2000萬年前的半甲齿龟，甚至早於蛇、蜥蜴和鱷魚，因此是世界上最古老的爬行動物之一。其下很多生物都活到了現在，并包括一些極度瀕危物種。
自2000年起，由美國陸龜救援組織發起，每年5月23日訂為世界龜鱉日。

## 形態學

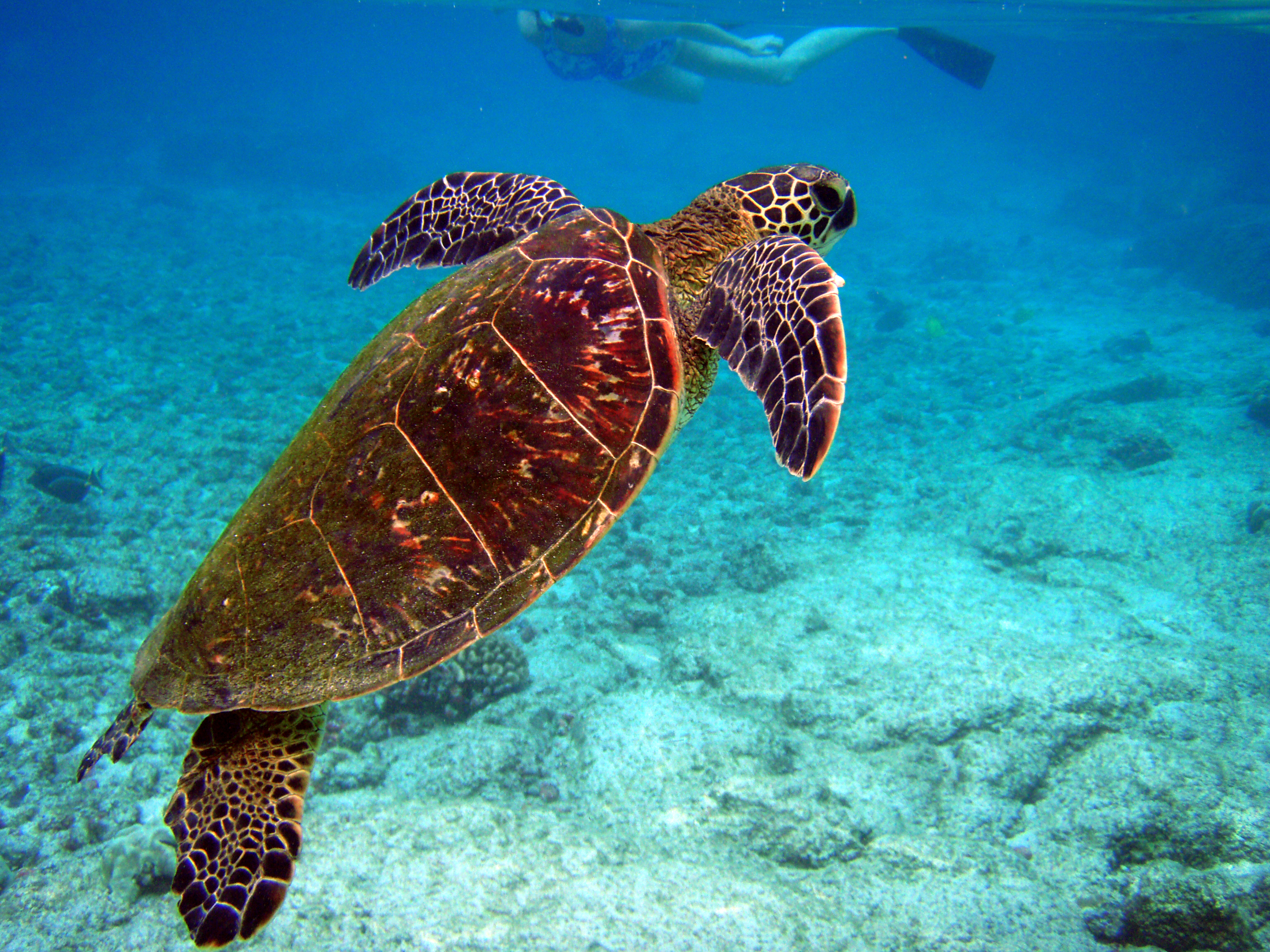
一隻生活在夏威夷的绿蠵龟

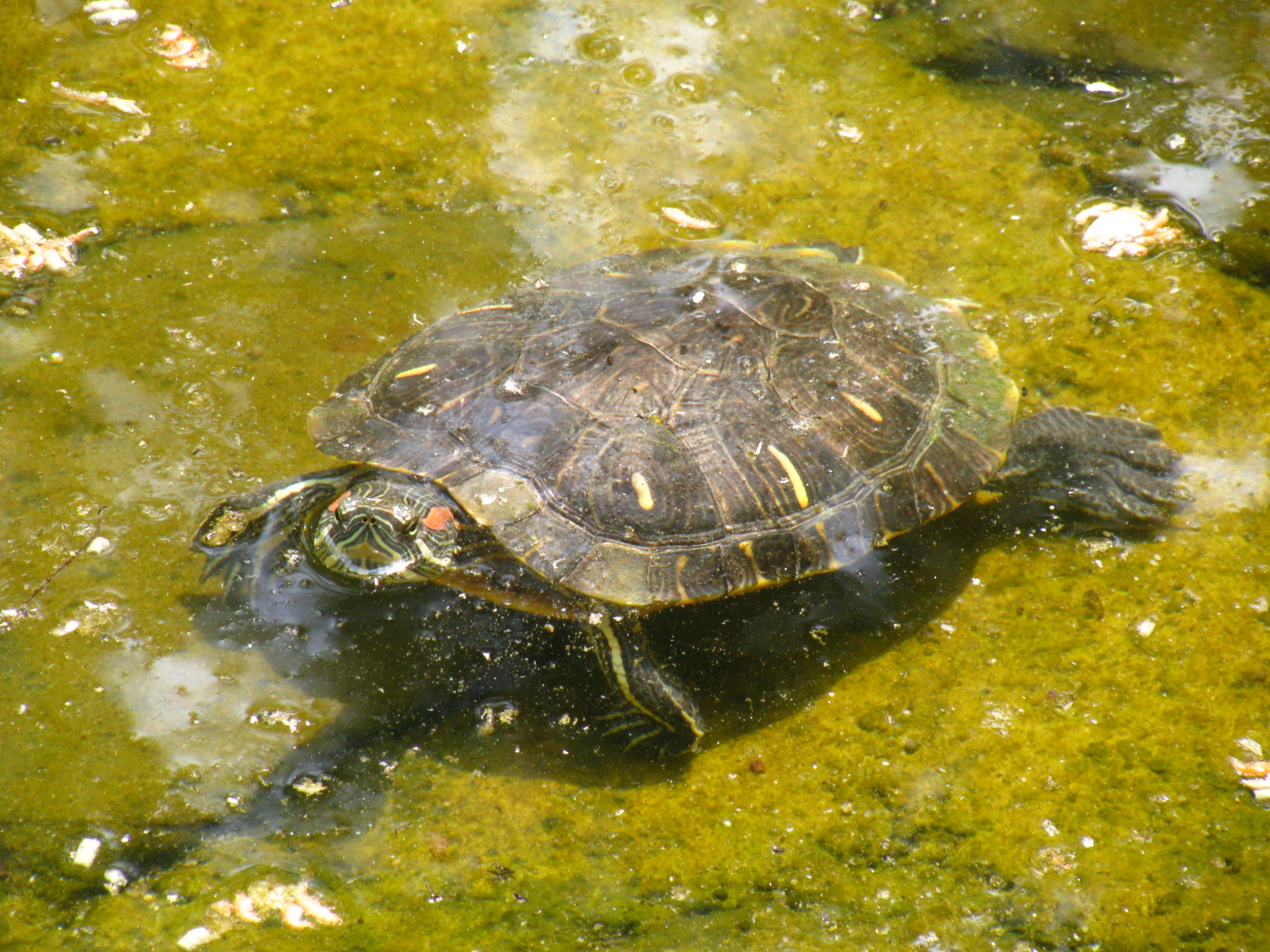
一隻將眼睛和鼻子探出水面的紅耳龜

最大的龜是棱皮龜（Dermochelys coriacea），其背殼長度可達2（6.6英尺），重達900（2,000磅）。淡水龜體型一般比海龜小，但也有較大的物種，例如亞洲的黿（Pelochelys cantorii）在少數情況下可以達到相同的大小。象龜屬生物的體型也都很大，但並不是最大的龜，它們體長最多達到130（51英寸）左右，重達300（660磅）。史上最大的龜是已滅絕的白堊紀末期生物古巨龜，已知其長達可達4.6（15英尺）。後來更發現了大於古巨龜的骇龟。最小的龜是生活在非洲的斑點珍龜，其長度不超過8（3.1英寸），重不過140克（4.9盎司）。

## 種類
- 側頸龜亞目（Pleurodira）
  - †科 Apertotemporalidae
  - †扁蛇颈龟科 Platychelyidae
  - †科 Dortokidae
  - †科 Notoemyidae
  - 蛇颈龟总科 Cheloides
    - 蛇颈龟科 Chelidae

  - 侧颈龟总科 Pelomedusoides
    - 非洲侧颈龟科 Pelomedusidae
    - †科 Araripemydidae
    - †真拉克斯龟科 Euraxemydidae
    - †蟾龟科 Sahonachelyidae
    - †洞龟科 Bothremydidae
    - 南美侧颈龟科 Podocnemididae
- 曲頸龜亞目/隱頸龜亞目（Cryptodira）
  - †属 Hangaiemys
  - †副曲颈龟下目 Paracryptodira
    - †属 Uluops
    - †科 Compsemydidae
    - †贝氏龟总科 Baenoidea
      - †贝氏龟科 Baenidae
      - †真贝氏龟科 Eubaenidae
      - †侧胸龟科 Pleurosternidae

  - 真曲颈龟下目 Eucryptodira
    - †大贝氏龟科 Macrobaenidae
    - †阔胸龟科 Eurysternidae
    - †近蛇颈龟科 Plesiochelyidae
    - †新疆龟科 Xinjiangchelyidae
    - †演化支 Centrocryptodira
      - †甲尾龟科 Osteopygidae
      - †中国龟科 Sinemydidae

    - 近代曲颈龟类 Polycryptodira
      - †阿杜库斯龟科 Adocidae
      - †南雄龟科 Nanhsiungchelyidae
      - 鳖总科 Trionychoidea
        - 鳖科 Trionychidae
        - 两爪鳖科 Carettochelyidae

      - 陆龟总科 Testudinoidea
        - †海古龟科 Haichemydidae
        - †林得霍姆龟科 Lindholmemydidae
        - †中华龟科 Sinochelyidae
        - 泽龟科 Emydidae
        - 地龟科 Geoemydidae
        - 陆龟科 Testudinidae
        - 平胸龟科 Platysternidae

      - 演化支 Americhelydia
        - 鳄龟科 Chelydridae
        - 动胸龟总科 Kinosternoidea
          - 泥龟科 Dermatemydidae
          - 动胸龟科 Kinosternidae

        - 海龟总科 Chelonioidea
          - †傍海龟科 Thalassemyidae
          - †弓龟科 Toxochelyidae
          - 海龟科 Cheloniidae
          - 棱皮龟科 Dermochelyidae
          - †原盖龟科 Protostegidae

## 用途

### 飾物
人類歷史上，玳瑁曾作為寶石飾品之材料。目前玳瑁受到《瀕臨絕種野生動植物國際貿易公約》的保護，很多國家已禁止獵捕玳瑁，玳瑁產品也被禁止進出口。

## 文化

### 飲食
書中還有吃龜的記載，《詩經》中也提到以龜為食物，《小雅·六月》曾提到：“饮御诸友，龟鳖脍鲤。候谁在矣？张仲孝友”《大雅·韓奕》也載有：“其餚為何？龜鱉鮮魚；其簌維何？維筍及蒲。”除玳瑁外，所有的龟鳖均可食用。《洛阳记》载：“各种禹时有神龟于洛水，负文列于背以授禹，文即治水文也。”《国语·周语》曰：“我姬氏出自天鼋”。《神農本草經》、《医林纂要》、《名医别录》、《药性论》、《临证指南医案》、《本草正宗》、《本草求真》等書對烏龜的藥用作了詳細的記述，《本草纲目》稱“龟、鹿皆灵而有寿。龟首常藏向腹，能通任脉，故取其甲以补心、补肾、补血，皆以养阴也”。清光緒年間，金石學家王懿榮偶然在中藥材上的「龍骨」片（龜甲）發現有古文字，即是後來的甲骨文。

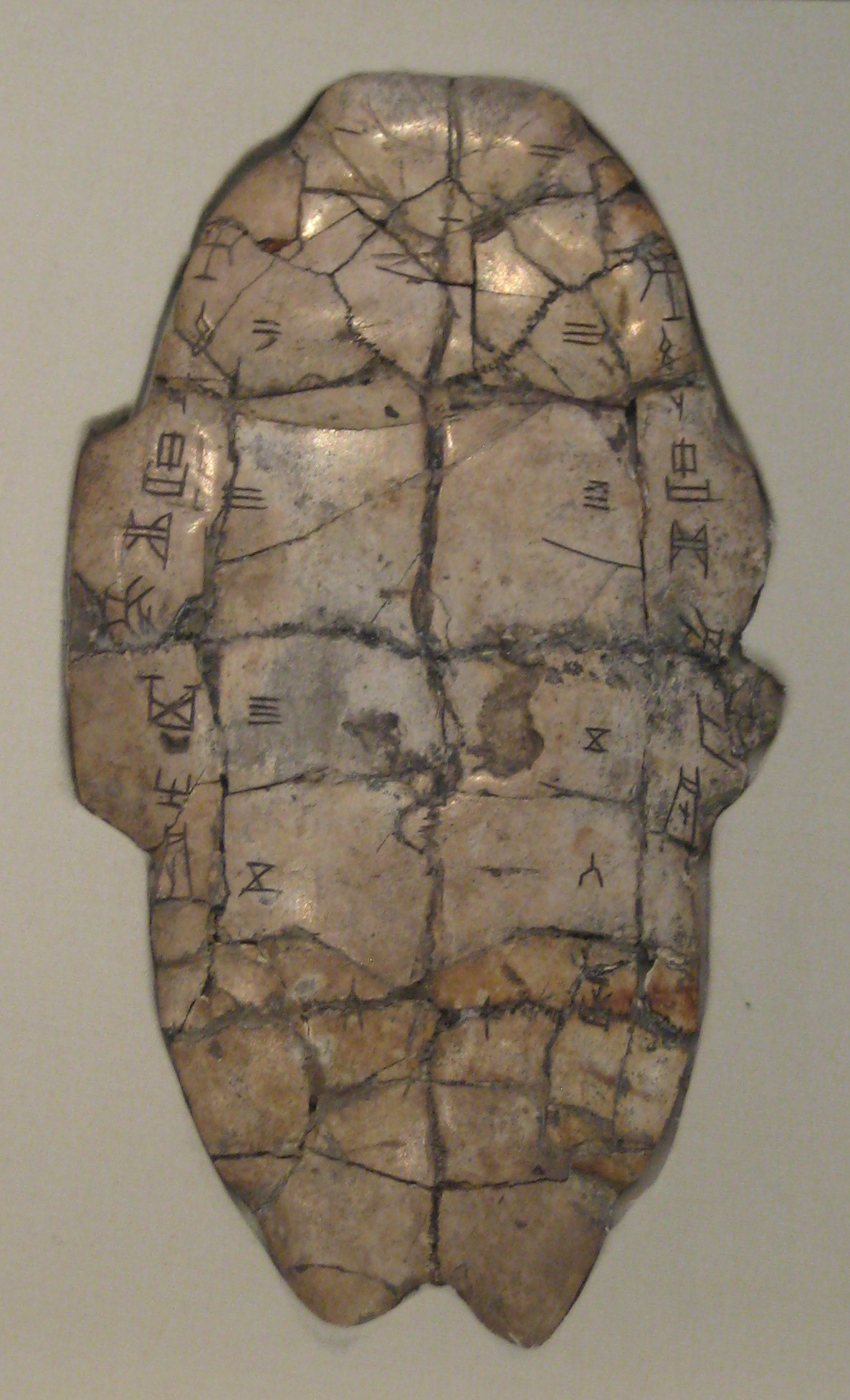
商代的甲骨文(刻于龟甲之上)

### 占卜
甲骨文之起源，即是中國商朝先民以龜甲作為卜具，先於龜甲鑽孔，再以焚燒之草枝置於孔中，甲孔遇熱便產生裂紋，以此觀之吉凶。《說文解字》說「卜」即“灼剥龜也，象灸龜之形。一曰象龜兆之從橫也”。即「卜」字可能是象烤龜殼之狀或龜甲上燒出的裂紋。

### 神話
《山海經》記載有“旋龜”，“其狀如龜而鳥首虺尾”，“其音如判木，佩之不聾，可以為底。”但也因為龜長壽，成为中国四灵之一，《礼记·礼运》云：“何谓四灵，麟凤龙龟，谓之四灵”，宋代的《十三经注疏》载：“象物，有象在天……麟、凤、龙、龟谓之四灵。”《述异记》载：“龟一千年生毛，寿五千岁谓之神龟，寿一万年曰灵龟”。《抱朴子·論仙》載︰“謂生必死，而龜鶴長壽焉。知龜鶴之遐壽，故效其導引以增年。”《洛書》曰：“靈龜者黝文五色神靈之精也，能見存亡明於吉凶。”《洪範．五行》曰：“龜之言久也，千歲而靈此禽獸而知吉凶者也。”《淮南子》：“必問吉凶於龜者，以其歷久歲矣。”四方神獸中代表北方的玄武是龜蛇結合的神獸，玄天上帝座下也有龜蛇二將，都是以黑色為色、代表北方的獸類。
龜象徵沉穩、忍辱負重，中國神話中有女媧補天之故事，亦有女媧斬龜足以支撐天之四個方位，或因龜有穩重之形象。又如龍生九子中之，贔屭喜好負重，其亦具有龜之影子。

### 褒義
因龜長壽，故中國藉作長壽之祝福語，如龜鶴遐齡、龜鶴同春、龜齡鶴算等。

### 貶義
因為龜的行走速度緩慢，遭遇危險或受驚便縮進殼中，像是沒有出息的樣子，故人常稱膽小、沒擔當的人為「縮頭烏龜」。中文有時將「龜」挪作罵人詞，例如龜孫子、龜兒子、王八蛋。
另外烏龜行動緩慢，因此用路人對於行車速度遠低於速限或車流而造成道路壅塞之車輛，稱之為烏龜車，官方甚至在海報上用烏龜圖像宣導慢速車請勿佔用超車道。

### 文藝創作
古稱<元緒公>
龜相關的童話故事，最知名的除了龜兔賽跑外，還有日本的浦島太郎故事。在商業卡通方面，忍者龜也相當具有知名度。

## 危機
龜歷來被中国人認為是營養滋補和防治疾病的極好食品。人們信牠是吉祥的象徵、長壽的代表，吃龜肉、喝龜湯也會帶來吉祥和長壽。這種觀念雖無科學依據，但卻有文化傳統的支援，僅《本草綱目》中就記錄了15種龜類。加之一些商家受利益驅動，一味地渲染龜的食用、強身和醫療價值，讓亞洲龜家族中越來越多的種群加入到瀕危物種之列。